# Tacoma Dome (Ferrocarril Regional Sounder)
Tacoma Dome es una estación en la Línea South y el Tacoma Link y próximamente del South Link del Ferrocarril Regional Sounder, administrada por Sound Transit. La estación se encuentra localizada en 610 Puyallup Avenue en Tacoma, Washington. La estación de Tacoma Dome fue inaugurada en 2000.

## Descripción
La estación Tacoma Dome cuenta con 2 plataformas laterales.

## Conexiones
La estación es abastecida por las siguientes conexiones: 
- ST Express, Pierce Transit y Greyhound, al igual que Tacoma Link. Las rutas de Intercity Transit 601, 601A, y 603.